# Josefina Valencia
Josefina Valencia Muñoz de Hubach (Popayán, Cauca, 22 de septiembre de 1913-Madrid, 4 de octubre de 1991) fue una  política colombiana, defensora de la cultura, la educación y  los derechos de las mujeres. Primera mujer gobernadora del Departamento del Cauca en septiembre de 1955. Primera ministra de educación colombiana, 1956-1957.

## Biografía
Nació como Josefina Valencia Muñoz, hija del maestro y poeta Guillermo Valencia y hermana del expresidente Guillermo León Valencia. Tuvo una infancia y juventud privilegiada y desde joven aprovechó su  formación cultural y posición social para liderar obras sociales y culturales en su región natal, y para promover la igualdad de derechos para las mujeres. Desde 1943 estuvo casada con el geólogo chileno, de ascendencia alemana, Enrique Hubach Eggers, quien durante décadas trabajó en Colombia y con quien tuvo dos hijas.
Cuando el general Gustavo Rojas Pinilla tomó el poder en 1953, Josefina Valencia se unió al movimiento nacional formado en torno suyo, mientras que su hermano Guillermo León, entonces distinguido parlamentario del Partido Conservador tomó parte en la oposición. Como recompensa por su decidido apoyo al gobierno nacional, fue nombrada por el general Gustavo Rojas Pinilla como miembro de la Asamblea Nacional Constituyente (ANAC) en 1954 (de los 70 miembros de la ANAC). Después la sigue, acompaña e imita Esmeralda Arboleda, con quien Josefina Valencia lideró el movimiento sufragista a favor del derecho al voto para las mujeres colombianas.
Viaja por América Latina en 1955 para estudiar y conocer algunas instituciones culturales y educativas de Chile, Argentina y Uruguay y su funcionamiento. Fue amiga de las poetas Gabriela Mistral y Juana de Ibarbouru. De este recorrido se conserva una foto en la embajada de Colombia en Montevideo, acompañada de la poeta Juana de Ibarbouru y del  embajador de Colombia, Pablo Jaramillo Arango.
Fue nombrada Gobernadora del Cauca en septiembre de 1955, y un año después  designada Ministra de educación, 1956-1957, cargo que ejerció hasta la caída del general Rojas Pinilla en mayo de 1957. Fue la primera mujer en la historia de Colombia en ejercer los cargos de Gobernadora (del Cauca) y de Ministra ( de educación).
Lideró la idea de la fundación del Servicio Nacional de Aprendizaje,Sena, para el aprendizaje y formación de amplios sectores populares. 
La Junta Militar que sucedió a Rojas Pinilla la nombró embajadora ante la Unesco en París (1957-1958).
Posteriormente fue elegida senadora por la naciente Alianza Nacional Popular durante la década de 1960.